# Caudron C.280
Caudron C.280 Phalène  (francoski vojaški oznaki C.400 in C.410) je bil francosko večnamensko propelersko letalo iz 1930ih. Imel je visokonameščeno krilo in fiksno pristajalno podvozje z repnim kolesom. Grajen je bil iz lesa in tkanine. Uporabljal se je tudi kot izvidniško letalo v Španski državljanski vojni.

## Specifikacije (C.282/6)
- Posadka: 1 pilot
- Kapaciteta: 2 ali 3 potniki
- Dolžina: 8,25 m (27 ft 1 in)
- Razpon kril: 11,62 m (38 ft 1 in)
- Višina: 2,05 m (6 ft 9 in)
- Površina krila: 25,4 m2 (273 ft2)
- Prazna teža: 1100 kg (2425 lb)
- Gros teža: 550 kg (1213 lb)
- Motor: 1 × Renault 4Pdi, 108 kW (150 KM)

- Največja hitrost: 185 km/h (115 mph)
- Dolet: 850 km (528 milj)
- Višina leta (servisna): 4500 m (14750 ft)